# این-وست
این-وست (به هلندی: Een-West) یک منطقهٔ مسکونی در هلند است که در نوردن‌فلد واقع شده‌است. این-وست ۲۲۰ نفر جمعیت دارد.